# Theridion porphyreticum
Theridion porphyreticum är en spindelart som beskrevs av Arthur Urquhart 1889. Theridion porphyreticum ingår i släktet Theridion och familjen klotspindlar. Inga underarter finns listade i Catalogue of Life.